# 물치항
물치항(沕淄港)은 강원특별자치도 양양군 강현면 물치리에 있는 어항이다. 대포항 남쪽의 설악산 입구에 있다. 1972년 5월 4일 지방어항으로 지정하여 관리하고 있다. 시설관리자는 양양군수이다.

## 항해 정보
목표물은 송이 모양의 물치항 방파제 등대가 현저하다. 항내 수심은 1~5m, 저질은 모래이며 물양장이 있어 소형어선은 접안할 수 있다.

## 시설 현황
송이 모양의 홍백등대가 있는 동방파제와 방사제 그리고 물양장이 있다.

## 어항 구역
물치항의 어항구역은 다음과 같다.
- 수역
  - 북방파제 시점부에서 북서방향으로 50m지점(N38˚ 09´ 13.988˝, E126˚ 36´ 44.036˝, X:517,151.261, Y:165,763.409)에서 322°방향으로 239m지점(N38˚ 09´ 09.241˝, E126˚ 36´ 51.797˝, X:517,004.117, Y:165,951.744), 이점에서 274°방향으로 267m지점(N38˚ 09´ 00.604˝, E126˚ 36´ 52.608˝, X:516,737.768, Y:165,970.369), 이점에서 188°방향으로 127m지점(N38˚ 09´ 00.014˝, E126˚ 36´ 47.445˝, X:516,720.093, Y:165,844.605), 이점에서 153°방향으로 육지측 지적경계선과 만나는 점을 순차적으로 연결한 선내의 수역
- 육역
  - 양양군 강현면 물치리 7-6 (대지, 1781m2)
  - 양양군 강현면 물치리 7-8 (대지, 3264m2)
  - 양양군 강현면 물치리 7-9 (제방, 1203m2)
  - 양양군 강현면 물치리 7-12 (잡종지, 1117m2)
  - 양양군 강현면 물치리 7-13 (잡종지, 25m2)
  - 양양군 강현면 물치리 7-14 (잡종지, 7m2)
  - 양양군 강현면 물치리 7-15 (잡종지, 20m2)
  - 양양군 강현면 물치리 7-17 (제방, 1327m2)
  - 양양군 강현면 물치리 7-18 (제방, 880m2)
  - 양양군 강현면 물치리 7-19 (잡종지, 6672m2)

## 주요 어종
- 오징어, 가자미, 임연수어, 해삼, 멍게

## 교통 정보
7번 국도가 물치리를 경유한다.

## 여행 정보
숙박시설은 모텔 9, 민박 6개소가 있으며, 식당은 어촌계 회센터 등 6곳이 있다. 조각공원과 야외 공연장이 있는 해맞이공원, 보물 제439호 진관사의 부도, 해변 총연장 250m, 해변 폭 80m인 정암해변이 있다.